# 페노스칸디아

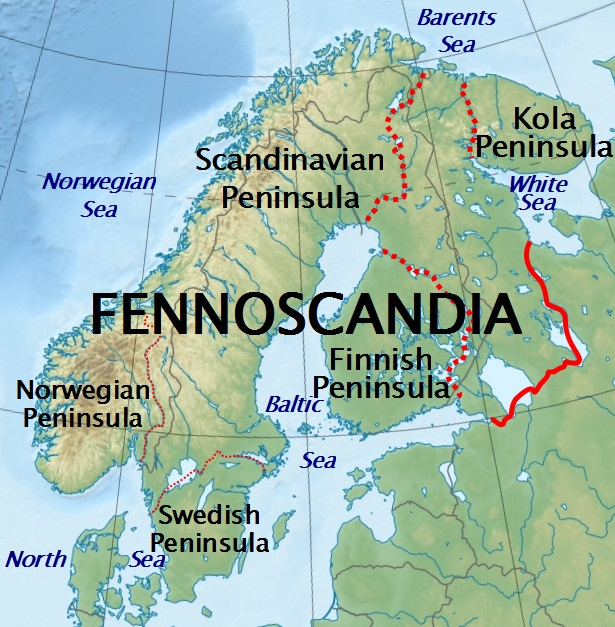
페노스칸디아

페노스칸디아(Fennoscandia) 혹은 페노스칸디나비아는 스칸디나비아반도, 콜라반도, 카리알라, 핀란드 지역을 말하는 지리학, 지질학 용어이다. 지질학적으로 페노스칸디아 순상지는 노르웨이, 스웨덴, 핀란드와 북부 덴마크 지역을 포함한다. 페노스칸디아 순상지는 약 31억년 전에 형성되었다.